# 楊伝広
楊 伝広 (よう でんこう、アミ語名：Maysang Kalimud、1933年7月10日 - 2007年1月27日)は、台湾・アミ族の陸上競技選手。専門は十種競技で、オリンピックでのメダル獲得や世界記録樹立といった実績により「東洋の鉄人」「アジアの鉄人」の異名を取った。

## 来歴
台東庁台東市出身。大家族の中から6人が日本軍の兵士として出征したという。
1960年ローマオリンピックでは銀メダルを獲得した。1963年4月に世界記録も樹立している。1964年東京オリンピックにも出場したが、体調がよくなく5位の結果だった。これに関しては、毒物投与疑惑も持ち上がった。
引退後、1983年の立法院選挙に中国国民党から立候補して当選、議員を務めた後、1989年に台東県知事選に出馬したが落選した。1990年アジア競技大会では台湾チームのコーチとして20年ぶりに中国大陸の地を踏んだ。
カリフォルニア大学への留学経験があり、1990年の時点では妻子はアメリカ合衆国に居住していた。
2007年1月27日、アメリカカリフォルニア州サンフェルナンド・バレーで脳卒中により死去。

## 主な実績
| 年   | 大会           | 場所                 | 種目         | 結果 | 記録  |
| ---- | -------------- | -------------------- | ------------ | ---- | ----- |
| 1954 | アジア競技大会 | マニラ（フィリピン） | 十種競技     | 金   | 5454  |
| 1958 | アジア競技大会 | 東京（日本）         | 110mハードル | 銀   | 14秒8 |
| 1958 | アジア競技大会 | 東京（日本）         | 400mハードル | 銅   | 53秒0 |
| 1958 | アジア競技大会 | 東京（日本）         | 走幅跳       | 銀   | 7m49  |
| 1958 | アジア競技大会 | 東京（日本）         | 十種競技     | 金   | 7101  |
| 1960 | オリンピック   | ローマ（イタリア）   | 十種競技     | 銀   | 8334  |